# 美国营运管理协会
美國營運管理協會（英語：American Production and Inventory Control Society，縮寫為 ），是一個非營利性質的國際教育機構，其提供專業證照課程、訓練工具及網絡聯繫機會來提昇專業人士職場的績效表現。APICS最早成立於1957年名為美國生產和存貨控制協會。目前在全球已有超過43,000的個人會員及10,000間以上的企業會員。2008年4月，此機構的全球總部移至美國伊利諾州的芝加哥。
APICS對“營運管理”的定義是“一個研究的領域，主要針對一個以製造或服務的機構如何做有效的規劃﹑排程﹑使用和控制，研究的範圍包括影響作業的各個功能，例如設計工程﹑工業工程﹑管理資訊系統（MIS）﹑品質管理﹑生產管理﹑存貨管理﹑會計及其他。”

## 認證
APICS提供兩項專業的認證：APICS CPIM（鑑定產業管理師）及APICS CSCP（國際供應鏈管理師）。
APICS CFPIM（鑑定產業傑出管理師）是授給在營運管理專業令人推崇的領導，全球已有超過1,200位專業人士獲頒此項證照。
CIRM（Certified in Integrated Resource Management，鑑定資源整合管理師認證）：根據美國營運管理協會（APICS）的資料，目前全世界已有數千人取得CIRM的認證。APICS認定此認證在全球企業的活動與過程中為高階的專業知識。然而，APICS已於2008年停止了這認證計劃。對於擁有此認證的專業人士，APICS將繼續承認此認證。
同時，APICS在2008年發行了APICS營運管理相關知識體系架構（OMBOK）。OMBOK架構定義專業的範圍及提供有效的知識給營運管理專業人士。

## 外部連結
- （页面存档备份，存于）（繁體中文）
- （页面存档备份，存于） （英文）
- （页面存档备份，存于）（繁體中文）